# Mineuse des céréales
Agromyza nigrella
Espèce
La mineuse des céréales (Agromyza nigrella) est une espèce de mouches ravageuses dont les larves se développent à l’intérieur des feuilles pour consommer la chlorophylle. Elle apparait au stade gonflement et épiaison du blé.

## Synonymes
Selon Catalogue of Life et PESI :
- Domomyza nigrella Rondani, 1875
- Agromyza abbreviata Malloch, 1913
- Agromyza barberi Frick, 1952

## Lutte
pour la lutte de ce ravageur de céréales, il existe plusieurs méthodes parmi elles la libération des mâles stériles, cette méthode consiste a stériliser les mâles du puceron et le libérer dans la nature pour diminuer le taux de génération 2 